# Gouvernement Suga
État du Japon
Abe IV Kishida I
Le gouvernement Suga (菅義偉内閣, Suga Yoshihide naikaku) est le 99e gouvernement de l'État du Japon du 16 septembre 2020 au 4 octobre 2021, durant la 48e législature de la Chambre des représentants.
Il est dirigé par Yoshihide Suga, président du Parti libéral-démocrate, successeur de Shinzō Abe après sa démission, pour raisons de santé. Il succède au gouvernement Abe IV en cours de mandat.

## Historique du mandat
Ce gouvernement est dirigé par le nouveau Premier ministre Yoshihide Suga, précédemment secrétaire général du cabinet. Il est constitué d'une coalition de centre droit entre le Parti libéral-démocrate (PLD) et le Kōmeitō. Ensemble, ils disposent de 313 députés sur 465, soit 67,3 % des sièges de la Chambre des représentants.
Il est formé à la suite de la démission de Shinzō Abe, au pouvoir depuis décembre 2012.
Il succède donc au gouvernement Abe IV, constitué et soutenu par une coalition identique.

### Formation
Le 28 août 2020, Abe annonce sa démission prochaine pour raisons de santé : le Premier ministre souffre alors d'une aggravation de la colite ulcéreuse dont il est atteint. Son successeur est désigné le 14 septembre lors de l'élection de son remplaçant à la présidence du Parti libéral-démocrate : le secrétaire général du cabinet Yoshihide Suga l'emporte très largement sur l'ancien ministre des Affaires étrangères Fumio Kishida et l'ex-ministre de la Défense Shigeru Ishiba après avoir promis de maintenir les principales lignes politiques et économiques suivies par Shinzō Abe.
Suga est formellement élu Premier ministre le 16 septembre par la Chambre des représentants, recueillant 314 voix sur 462 suffrages exprimés. Il présente son gouvernement de 20 membres quelques heures plus tard, confirmant notamment le vice-Premier ministre et ministre des Finances Tarō Asō. La majorité des ministres a plus de 60 ans, le ministre de l'Environnement Shinjirō Koizumi faisant exception à 39 ans, et l'équipe ne comprend que deux femmes sur les 20 personnes la composant (Yōko Kamikawa à la Justice et Seiko Hashimoto chargée de préparer les Jeux olympiques). Reconduit pour s'être effacé en faveur du nouveau chef de l'exécutif, Tarō Asō — en fonction depuis décembre 2012 — approche même les 80 ans. Une telle absence de renouvellement s'explique par le fait que les règles internes au PLD empêchent toute nomination au cabinet sans avoir gagné au moins cinq élections.

## Composition
- Les nouveaux ministres sont indiqués en gras, ceux ayant changé d'attributions en italique[7].

| Fonction | Titulaire | Titulaire | Titulaire           | Parti   |
| --- | --------- | --------- | ------------------- | ------- |
| Premier ministre |           |           | Yoshihide Suga      | PLD     |
| Vice-Premier ministre Ministre des Finances Ministre chargé des Services financiers Ministre chargé de la Politique contre la déflation |           |           | Tarō Asō            | PLD     |
| Ministre des Affaires intérieures et des Communications |           |           | Ryōta Takeda        | PLD     |
| Ministre de la Justice |           |           | Yōko Kamikawa       | PLD     |
| Ministre des Affaires étrangères |           |           | Toshimitsu Motegi   | PLD     |
| Ministre de l'Éducation, de la Culture, des Sports, des Sciences et des Technologies Ministre chargé de la Revitalisation éducative |           |           | Kōichi Hagiuda      | PLD     |
| Ministre de la Santé, du Travail et des Affaires sociales Ministre chargé de la Réforme des méthodes de travail |           |           | Norihisa Tamura     | PLD     |
| Ministre de l'Agriculture, des Forêts et de la Pêche |           |           | Kōtarō Nogami       | PLD     |
| Ministre de l'Économie, du Commerce et de l'Industrie Ministre chargé de la Compétitivité industrielle Ministre chargé de la Coopération économique avec la Russie Ministre chargé de la Réponse à l’impact économique de l’accident nucléaire Ministre auprès du Premier ministre, chargé de l’Agence d’indemnisation des dommages nucléaires et du soutien au démantèlement nucléaire |           |           | Hiroshi Kajiyama    | PLD     |
| Ministre du Territoire, des Infrastructures, des Transports et du Tourisme Ministre chargé de la Politique du cycle hydrologique |           |           | Kazuyoshi Akaba     | Kōmeitō |
| Ministre de l'Environnement Ministre auprès du Premier ministre, chargé de la Prévention des risques nucléaires |           |           | Shinjirō Koizumi    | PLD     |
| Ministre de la Défense |           |           | Nobuo Kishi         | PLD     |
| Secrétaire général et Porte-parole du gouvernement Ministre chargé de l’Allègement du dispositif militaire à Okinawa Ministre chargé de la Question des enlevés |           |           | Katsunobu Katō      | PLD     |
| Ministre de la Reconstruction Ministre chargé de la Coordination générale des mesures de réhabilitation consécutives à l’accident nucléaire de Fukushima |           |           | Katsuei Hirasawa    | PLD     |
| Président de la Commission nationale de sécurité publique Ministre chargé chargé de la Consolidation des infrastructures nationales Ministre chargé des Questions territoriales Ministre auprès du Premier ministre, chargé de la Prévention des catastrophes Ministre chargé de la Politique océanique                                                                                 |           |           | Hachirō Okonogi     | PLD     |
| Ministre chargé de la Réforme administrative Ministre chargé de la Fonction publique Ministre chargé d'Okinawa et des Territoires du Nord Ministre chargé de la Réforme réglementaire |           |           | Tarō Kōno           | PLD     |
| Ministre chargé de la Promotion de l’engagement dynamique de tous les citoyens Ministre chargé de la Revitalisation des villes Ministre chargé des Mesures contre le déclin démographique Ministre chargé de la Création d’emplois Ministre auprès du Premier ministre, chargé des Mesures contre la dénatalité et de la Revitalisation régionale                                       |           |           | Tetsushi Sakamoto   | PLD     |
| Ministre auprès du Premier ministre, chargé de la Politique économique et fiscale Ministre chargé de la Revitalisation économique Ministre chargé de la Réforme de la Sécurité sociale pour toutes les générations |           |           | Yasutoshi Nishimura | PLD     |
| Ministre chargé de la Transformation numérique Ministre chargé de la Politique des technologies de l’information et de la communication Ministre auprès du Premier ministre, chargé du Système "My Number" |           |           | Takuya Hirai        | PLD     |
| Ministre chargée des Jeux olympiques et paralympiques de Tokyo Ministre chargée de la Promotion de la place des femmes dans la société Ministre chargée de l'Égalité des sexes |           |           | Seiko Hashimoto     | PLD     |
| Ministre chargé de l'Exposition universelle d'Osaka Ministre chargé de la Consommation et de la Sécurité alimentaire Ministre chargé de la Stratégie Cool Japan Ministre chargé de la Stratégie intellectuelle Ministre chargé de la Stratégie pour la propriété intellectuelle, de la Politique scientifique et technologique Ministre chargé de la Politique spatiale                 |           |           | Shinji Inoue        | PLD     |